# Trixagus carinicollis
Trixagus carinicollis är en skalbaggsart som först beskrevs av Schaeffer 1916.  Trixagus carinicollis ingår i släktet Trixagus och familjen småknäppare. Inga underarter finns listade i Catalogue of Life.